# San Juan de Sicilia
El San Juan de Sicilia fue uno de los 130 buques de la Armada española que participaron en la campaña de 1588 en el intento de asaltar Inglaterra con la Armada Invencible. El barco fue originalmente conocido como Brod Martolosi, antes de ser tomado para formar parte de la Armada. Era uno de los 10 barcos que formaban la escuadra levantina o italiana, que estaba al mando de Martín de Bertendona. El barco naufragó en la isla de Mull, en el archipiélago de las islas Hébridas Interiores de Escocia.
Con el paso de los años, se olvidó la verdadera identidad del naufragio y quedó vinculado a un pecio rodeado de rumores sobre un cargamento de oro. Se dijo que el barco había sido nombrado Florida, y que había sido el buque insignia de la flota y un barco del tesoro. También se dijo que era otro navío llamado Florencia. No fue hasta finales del siglo XX cuando se determinó la verdadera identidad de la nave. No obstante, debido a las continuas búsquedas de tesoros, sus restos han quedado destruidos.

## Armada española
El San Juan de Sicilia fue uno de los muchos barcos embargados en cumplimiento de la leva realizada para la Armada española. Originalmente, se la conocía como Brod Martolosi, y tenía su base en Ragusa, actual Dubrovnik, y estaba comandada por Luka Ivanov Kinkovic. El barco, como otros tantos, fue tomado por orden del virrey de Sicilia en diciembre de 1586. El barco pudo haber estado en servicio con los españoles en 1587, cuando el marqués de Santa Cruz mandó una flota a las islas Azores. Fue entonces cuando pasó a llamarse Santa María de Gracia y San Juan Bautista, aunque no fue el único barco que recibió dicho nombre, y como tal, se la conoció como el San Juan de Sicilia para diferenciarla de las demás.
Fue uno de los 10 navíos que formaron la escuadra levantina, comandada por Martín de Bertendona. El escuadrón estaba formado por 767 marineros y 2.780 soldados. El San Juan de Sicilia fue uno de los barcos más grandes de la flota. El oficial superior a bordo fue Diego Téllez Enríquez. Tenía una tripulación de 62 marineros, que eran principalmente eslavos, bajo el mando de Luka Ivanov Kinkovic. También llevaba tropas militares: 135 sicilianos, bajo el mando de Miguel de Garros; 54 soldados flamencos, al mando de Antonio de Valcarel; y 90 españoles, al mando de Pedro Enríquez.

## Participación en la Armada Invencible y destrucción

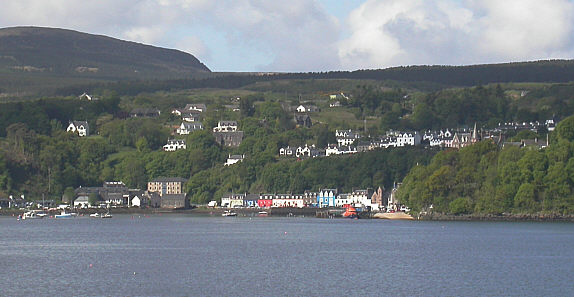
Vista de Tobermory desde el mar.

Después de las tormentas y los combates en el paso de Calais y el mar del Norte, los restos de la flota española fueron nuevamente atacados por los británicos. Ante la derrota táctica del duque de Medina Sidonia, cuando hasta su segundo al mando, Juan Martínez de Recalde, se negó a reagrupar los pocos barcos todavía intactos. A las dificultades se le añadieron los problemas derivados de no poder recalar en los puertos flamencos y el empeoramiento de las condiciones meteorológicas en la zona, lo que llevó a la flota inglesa a recalar en sus puertos esperando que mejorara el tiempo. 
El San Juan de Sicilia, al contrario que buena parte de la flota, que rodeó hasta la isla de Irlanda, se internó por el canal del Norte, donde el 23 de septiembre de 1588 fue divisado en la isla de Islay, apareciendo días más tarde en Tobermory, en la isla de Mull. El barco no sufrió daños, pero a la tripulación le faltaba agua, y el oficial superior del barco negoció suministros con el jefe local, Lachlan MacLean de Duart. El acuerdo fue que la nave se repondría si las tropas españolas se utilizaran para resolver algunas de las peleas pendientes de Duart con los clanes cercanos. Diego Téllez Enríquez también recibió una garantía de cinco rehenes de Duart, y durante más de un mes el San Juan de Sicilia permaneció en puerto mientras las tropas españolas arrasaban las tierras de los enemigos de Duart. Las tropas ayudaron a Duart a devastar las islas de Rum y Eigg, que pertenecían al clan de Clanranald; y las cercanas islas de Canna y Muck, de los Ardnamurchan. Las tropas se usaron más tarde en el continente, cuando sitiaron el Castillo Mingary durante tres días, aunque MacLean de Duart se vio obligado a retirarse.
Uno de los comerciantes que aprovisionó el barco fue John Smollet, de Dumbarton, quien ahora se considera agente de Francis Walsingham, quien fuese secretario principal de la reina Isabel I. El 5 de noviembre de 1588, el barco explotó y mató a casi todos los que estaban a bordo, incluidos los cinco rehenes. De los supervivientes, MacLean de Duart se quedó con alrededor de cincuenta, y los usó en su pelea por un año más antes de enviarlos de regreso a España.
Años después de la destrucción del San Juan de Sicilia, la identidad del barco fue olvidada y los rumores de oro español se vincularon con el naufragio. En 1677, el barco era conocido como "el tesoro de la Armada". Se decía que originalmente era la Florida, y era un buque insignia de la Armada española, guardando, supuestamente, un botín en su interior.

## Intentos de recuperación de objetos
Se sabe que hubo intentos de recuperar restos del naufragio desde el siglo XVII. Se cree que los primeros en hacerlo fueron los suecos, que recuperaron objetos del naufragio de su buque insignia Vasa en el puerto de Estocolmo. Los derechos de salvamento se transfirieron a la Corona británica tras el apoyo de Argyll a la Commonwealth, pero luego se los devolvió a la familia. Los derechos fueron nuevamente retirados de la familia cuando Argyll apoyó al duque de Monmouth en 1685, y Jacobo II autorizó las búsquedas de tesoros. Los derechos de salvamento fueron nuevamente devueltos a la familia por Guillermo III y María II, aunque no hubo más búsquedas hasta 1729, cuando el segundo duque de Argyll empleó a buzos que tuvieron éxito anteriormente con el naufragio de El Gran Grifón. Se utilizaron explosivos y cabrestantes en este momento, para romper el naufragio en el fondo de la bahía, pero no se encontró ningún tesoro. Los intentos de recuperar partes del naufragio han continuado hasta finales del siglo XX.
A lo largo de los años, se han rescatado numerosos objetos del naufragio, como pistolas, anclas, bandejas de peltre y medallas. Un cañón de bronce fue recuperado del naufragio alrededor de 1740 El arma lleva el emblema de Francisco I de Francia, y pudo haber sido originalmente capturado por los españoles en la batalla de San Quintín en 1557, o en la de Pavía en 1525. El arma se encuentra actualmente en el Castillo de Inveraray.